# معتاد (فیلم ۲۰۱۴)
معتاد (به انگلیسی: Addicted) فیلمی در ژانر درام و تریلر به کارگردانی بیله وودراف و برگرفته از رمان پرفروشی به‌همین نام نوشته «زِین» می‌باشد؛ و فیلمنامه آن توسط کریستینا ولش به رشته‌تحریر درآمده‌است. معتاد محصول ایالات‌متحده در تاریخ ۱۰ اکتبر سال ۲۰۱۴ توسط لاینزگیت فیلمز منتشر شد.

## داستان
زوئی رینارد (شارون لیل) از طریق دوستش با دکتر مارسلا اسپنسر(تاشا اسمیت) که روان‌شناس است؛ آشنا شده، به دیدار او می‌رود. مارسلا به او این اطمینان را می‌دهد، که رازدار او است و تمام نوشته‌ها و صحبت‌هایشان محرمانه باقی می‌ماند. زوئی شروع به تعریف داستان خود از ۶ ماه قبل می‌کند.
زوئی رینارد و شوهر آرشیتکت او جیسون (بوریس کدجو)، به همراه دو فرزند خردسال و مادر زوئی، زندگی عاشقانه و گرمی در یک خانه لوکس و عالی دارند. زوئی مدیر عامل یک شرکت هنری است؛ که با اسپانسری از هنرمندان معاصر بااستعداد و خرید حق پخش، کارهای آنها را تبدیل به یک برند کرده و باعث ارتقاء درآمدی آنها می‌شود؛ و بالطبع از این روش کسب سود می‌کند.
زوئی که معتاد به رابطه جنسی است؛ در بستر و هنگام معاشقه با جیسون و بعد از دوبار نزدیکی، از او انتظار رابطهٔ مجدد را دارد؛ و وقتی واکنشی مثبتی از جیسون دریافت نمی‌کند؛ با دیلدو و به‌هنگام تماشای فیلم پورن، خودارضایی می‌کند. زوئی در نمایشگاه هنری یک نابغه نقاشی به‌نام کوئینتون کانوسا (ویلیام لوی) که جوانی زیبا و خوش‌اندام است، شرکت می‌کند. او که کوئینتون را تابحال از نزدیک ملاقات نکرده‌است؛ در برخورد اولیه، او را به‌جا نمی‌آورد. زوئی به او پیشنهاد همکاری می‌دهد. کوئینتون، زوئی را برای ادامه صحبت به آتلیه خود دعوت می‌کند؛ و زوئی از این قرار به‌شدت هیجان‌زده می‌شود.
جیسون به‌خاطر کار تا دیر وقت، به قرار عاشقانه شبانه با همسرش زوئی نمی‌رسد؛ زوئی که سرخورده شده، به کاباره می‌رود؛ ولی با تماس مادر، مجبور به برگشت می‌شود. نیمه شب و به‌هنگام دوش گرفتن، جیسون به زوئی می‌پیوندد. اما زوئی که بی‌قرار ملاقات با کوئینتون است؛ خواب هم‌آغوشی با او را می‌بیند.
زوئی به‌دیدار کوئینتون می‌رود. کوئینتون بعد از امضاء سریع قرداد، از او می‌خواهد که مدل نقاشی‌اش شود. در ادامه، زوئی که با صحبت‌های کوئینتون اغواء شده‌است، اولین قدم را در راه اشتباه برمی‌دارد و با کوئینتون همبستر شده و سکس می‌کنند.
چند روز بعد، زویی که دچار عذاب‌وجدان شده‌است؛ در ملاقات با کوئینتون در آپارتمانش، با پاره‌کردن قرارداد، به او می‌گوید که مایل به ادامه رابطه جنسی با او نیست. آنها به دیدن نقاشی خیابانی کوئینتون می‌روند؛ و کوئینتون او را با گذشته و خیانت مادر به پدرش، آگاه می‌کند؛ ولی در نهایت زوئی بازهم با او می‌خوابد.
اکنون چند ماه است که آنها با هم هستند و هر روز یکدیگر را ملاقات می‌کنند. در ادامه مراحل درمان؛ مارسلا، زوئی را تشویق می‌کند که برای ادامه درمان به همراه جیسون در جلسات شرکت کند؛ اما متأسفانه جیسون نمی‌پذیرد. کوئینتون که عاشق شده و می‌خواهد خانواده داشته باشد؛ به زوئی پیشنهاد تر ک جیسون و زندگی مشترک با زوئی را می‌دهد. زوئی قبول نمی‌کند و از کوئینتون جدا می‌شود. اعتیاد زوئی شروع به تسخیر زندگی او می‌کند. زوئی که در دو راهی عشق و شهوت سرگردان شده‌است؛ در کاباره با یک غریبه به نام کوری(تایسون بکفورد) در توالت، سکس می‌کند؛ ولی این‌بار از تک‌تک لحظاتش لذت می‌برد.
در یک موقعیت خاص، زمانی که زویی می‌رود تا به کوینتون برگردد، او را در حال رابطه جنسی با دختر همسایه می‌بیند. زوئی به‌شدت ناراحت است، اما کوئینتون او را مقصر اصلی می‌داند. زوئی به کوری برمی‌گردد و با رفتن به کلوپ سکس و مصرف مواد مخدر، با او مجدداً می‌خوابد.
جیسون که با پیدا کردن کاندوم در کیف زوئی و همچنین دیرآمدن‌های او به خانه، به زوئی مشکوک شده‌است؛ از او می‌خواهد تا دیر نشده به خود واقعی‌اش برگردد. کوئینتون همزمان قرار سکس با زوئی برای تعمیر خانه‌اش با جیسون قرار می‌گذارد. ولی زوئی موفق به پنهان‌شدن می‌شود. از طرفی یک روز وقتی از سر کار به خانه می‌آید، کوری را در خانه اش می‌بیند که با مادرش صحبت می‌کند. زوئی با دیدن خطری که خانواده‌اش را در آن قرار داده‌است، تصمیم می‌گیرد که زناشویی خود را با جیسون درست کند. او از کوری و کوئینتون دعوت می‌کند تا در آپارتمان کوینتون با او ملاقات کنند و از هر دوی آنها جدا شود. مواجه سه نفر به خشونت کشیده می‌شود؛ و کوئینتون با ضربه گلدان به سر کوری او را بیهوش می‌کند؛ او که سعی دارد با چاقو به زوئی آسیب برساند، توسط جیسون که از طریق موبایل زوئی متوجه خیانت او شده‌است؛ و ضربهٔ او به کوئینتون، نجات پیدا می‌کند.
زوئی به دنبال جیسون می‌دود و عذرخواهی می‌کند، اما جیسون او را رد می‌کند. زویی از سر ناامیدی و برای خودکشی جلوی ماشینی می‌رود و خودش را مجروح می‌کند. این دو از هم جدا می‌شوند و جیسون در هتلی می‌ماند. زوئی گوشه‌گیر می‌شود؛ اما به زودی به یک جلسه گروه درمانی اعتیاد جنسی می‌رود. در آنجا کشف می‌شود که ریشه اعتیاد زوئی به دلیل تجاوز جنسی توسط سه پسر در سن ۱۰ سالگی بود. در جلسه او از عشق عمیق خود به شوهرش صحبت می‌کند و در نهایت جیسون وارد خانه می‌شود، او را می‌بوسد و به او برمی‌گردد.

## ساخت فیلم
تصویر برداری اصلی این فیلم در نوامبر ۲۰۱۲ در آتلانتا و مناطق اطراف آن آغاز شد.

## بازیگران
- شارون لیل در نقش زویی رینارد
- بوریس کوجو در نقش جیسون رینارد
- ویلیام لوی در نقش کوئینتون کانوسا، هنرمندی که عاشق زویی است.
- تایسن بکفورد در نقش کوری، یکی از عاشقان زویی
- کاترینا گراهام در نقش، دیموند، عشق دیگر کوئینتون
- تاشا اسمیت در نقش دکتر مارسلا اسپنسر، یک روان درمانگر متخصص اعتیاد جنسی
- ماریا هوول در نقش نینا
- گرت هینس در نقش بنی
- امایاتزی کورینآلدی در نقش برینا
- هانتر بروک در نقش شین

## انتظارات
«معتاد» نظرات منفی زیادی را از جانب منتقدان دریافت کرد. این فیلم در راتن تومیتوز، دارای رتبه ۸٪، با ۱۳ بازدید، با امتیاز متوسط: ۳٫۲ از ۱۰ و در بانک اطلاعات اینترنتی فیلم‌ها دارای امتیاز ۵٫۲ بوده‌است.همچنین در متاکریتیک، این فیلم امتیاز ۳۲ امتیاز از ۱۰۰ را دریافت کرده‌است.